# Hegedűs István (grafikus)
Hegedűs István (Budapest, 1932. február 11. – 2007. szeptember 6.) magyar grafikus, karikaturista.

## Élete
1956-ban végezte el a Magyar Képzőművészeti Főiskolát. Mesterei közé tartoztak Konecsni György, Kádár György, Koffán Károly és Barcsay Jenő. 1957–1990 között a Ludas Matyi című szatirikus hetilap munkatársaként dolgozott. 1990-től az Új Ludas, később az Úritök című szatirikus folyóirat karikaturistája volt. Házasságából egy lánya született.

## Munkássága
Következetesen „bizonytalan” vonalakkal megrajzolt, jellegzetes nyújtott figurái könnyen megkülönböztethető egyéni stílust kölcsönöznek rajzainak. A Ludas Matyinak és utódlapjainak készített karikatúrákon kívül számtalan könyvillusztrációt, plakátot, címlapot készített. A KOKSZ-műhely tiszteletbeli tagja volt. Rajzait mindig a jól ismert „Hihi” szignóval jegyezte.

## Díjai, elismerései
- Munkácsy Mihály-díj (1967)
- Érdemes művész (1986)

## Kiállításai
Egyéni kiállítások
- 1981: Helikon Galéria, Budapest
- 1982: Collegium Hungaricum, Bécs
- 2000: Accademia d'Ungheria, Róma

Válogatott csoportos kiállítások
- 1953: Nemzeti Szalon, Budapest
- 1963-1965: Kulturális Kapcsolatok Intézete, Budapest
- 1967: Nemzetközi Karikatúra kiállítás, Montreal
- 1975: Műcsarnok, Budapest
- 1978: Karikatúra Bemutató, Nyugat-Berlin
- 1990: „Új Ludas” rajzolóinak kiállítása, San Francisco

## Művei

### Eredeti rajzai
Állandóan látható gyűjtemény:
- Spanyol témájú rajzok (Budapest, Flamenco Hotel)

Közgyűjteményekben:
- Fővárosi Képtár, Budapest
- Sammlung Karikaturen & Cartoons, Bázel

### Karikatúrakötetei
- Csodabogarak, Budapest Képzőművészeti Alap Kiadó Vállalata, 1960
- Futok a pénzem után, Budapest Kossuth Könyvkiadó, 1966 (Somogyi Pál humoreszkjeivel)

Más karikaturistákkal közösen:
- Mindenki benne van, Budapest, Kossuth, 1960
- Metropolis, Budapest, Corvina Könyvkiadó, 1971
- Erről jobb nem beszélni, Budapest, Móra Ferenc Könyvkiadó 1981 ISBN 9631122077

### Könyvillusztrációi
Könyvillusztrációi közül talán a legismertebbek a P. G. Wodehouse humoros regényeihez készült rajzai.

#### Wodehouse-illusztrációk
- Forduljon Psmithhez, Budapest, Európa Könyvkiadó, 1972
- Nyári zivatar, Budapest Európa, 1976 ISBN 9630705745
- Rengeteg pénz (3. kiadás) Budapest, Európa, 1981 ISBN 9630725533
- Az életművész, Budapest Európa, 1984 ISBN 9630732572
- Karikacsapás, Budapest Európa, 1987 ISBN 9630743701
- Kirabol a komornyikom, Budapest, Európa 1988 ISBN 9630747235
- Folytassa, Jeeves! Budapest, Európa 1991 ISBN 9630752182
- Talált pénz, Budapest, Európa, 1992 ISBN 963075441X
- Viharos idő, Budapest, Geopen Könyvkiadó, 1997 ISBN 9639093009
- Psmith a pénzvilágban, Budapest, Európa, 1996 ISBN 9630760355
- Meglepő örökség, Budapest, Geopen, 1998 ISBN 963909305X
- A jókedvű jótevő, Budapest, Európa, 1998 ISBN 9630762986
- Valami új, Budapest, Európa, 1998 ISBN 9630763656
- Hübele Sámuel (2. kiadás) Budapest, Európa, 1999 ISBN 9630766140
- Mike és Psmith, Budapest, Európa, 1999 ISBN 9630765365
- Egy pelikán Blandingsben, Budapest, Európa, 1999 ISBN 963076511X
- Psmith Amerikában, Budapest, Európa, 1999 ISBN 9630766353
- Hölgy a pácban, Budapest, Geopen, 2000 ISBN 963-909322-X
- Tüzes víz, Budapest, Európa, 2000 ISBN 9630767465
- Dinamit bácsi, Budapest, Európa, 2001 ISBN 9630769557
- Pénz a bankban, Budapest, Geopen, 2002 ISBN 9639093718

#### További könyvillusztrációi időrendben
1950-es évek
- Jules Renard: Az élősdi (2. kiadás) Budapest, Új Magyar Kiadó, 1955
- Heinrich Mann: Az alattvaló, Budapest, Új Magyar Kiadó, 1955
- Gáspár Ervin: A krokodil. Korrajz, ceruzával, Budapest, Szépirodalmi Könyvkiadó, 1955
- Karinthy Ferenc: Irodalmi történetek, Budapest, Szépirodalmi, 1956
- Hans Hellmut Kirst: 08-15 avagy, Budapest, Új Magyar Kiadó, 1956
- Vidám könyv. Magyar írók humoros írásai, Budapest, Móra, 1957
- Heinrich Mann: Ronda tanár úr Budapest: Európa, 1957
- Hegedüs Géza: Szatírák könyve, Budapest, Szépirodalmi, 1957
- John Erskine: Penelopé férje, Budapest, Magvető, 1957
- Vértes László: Medveemberek krónikája, Budapest, Gondolat Kiadó, 1957
- Ilf-Petrov: Hogyan született Robinson, Budapest, Magvető, 1958

1960
- Mihail Iljin: Hány óra? Budapest, Móra
- Kolozsvári Grandpierre Emil: Csinnadári a királyné szolgálatában, Budapest, Móra

1961
- Kocsis Ferenc: „Csodálatos” élővilág? Budapest, Móra
- Sinka József: A világűr küszöbén, Budapest, Móra
- Székely Sándor: Élet - ember - világ, Budapest, Móra

1962
- Révay József: Százarcú ókor Budapest, Móra
- Székely Sándor: Az ember és a "túlvilág" Budapest, Móra
- Dübörgő, a kalapácstolvaj. Regék, Budapest, Móra
- Don Quijote. Gulliver utazása Lilliputban. Münchausen báró kalandjai, Budapest, Móra

1963
- Balázs Sándor: Tanári notesz és más történetek, Budapest, Móra
- Feleki László: Homo sapiens, Budapest, Magvető
- Ignácz Rózsa: Orsika Budapest, Móra
- Révay József: A párduc (3. kiadás) Budapest, Móra
- Vargha Kálmán: Szerelmes könyv Budapest, Móra

1964
- Héliodórosz: Sorsüldözött szerelmesek, Budapest, Magyar Helikon Könyvkiadó
- Dobrovits Aladár: Bábel tornya. Az ókori Közel-kelet mítoszai és mondái, Budapest, Móra
- Palotai Boris: Viharos mennyország, Budapest, Móra ( ISBN 9631129349   - 2. kiadás, 1982)

1965
- Kolozsvári Grandpierre Emil: A törökfejes kopja (2. kiadás) Budapest, Móra
- Révay József: Raevius ezredes utazása Budapest, Móra
- Székely Júlia: Az ötödik parancsolat Budapest, Móra
- Új vidám könyv. Magyar klasszikus írók elbeszélései Budapest, Móra

1966
- Joseph Bédier: Trisztán és Izolda regéje, Budapest, Magyar Helikon
- Bogáti Péter: Halló, itt Mátyás király, Játék a képzelettel, Budapest, Móra
- Fejér István: Tudni illik, hogy mi illik, Budapest, Minerva Kiadó
- Halasi Mária: A lépcsőháztól balra, Budapest, Móra
- Pongrácz Zsuzsa: Erkölcs és fagylalt, Budapest, Magvető
- Gianni Rodari: Halló, itt apu mesél! Budapest, Móra

1967
- Joseph Conrad: Ifjúság, Budapest, Magyar Helikon
- Diósdi György: A bekötött szemű istennő. Kalandozások a jog történetében, Budapest, Móra, 1967
- Julian Holland: Nagy pillanatok a nyomozásban, Budapest, Kozmosz Könyvek
- Stanisław Lem: A "Legyőzhetetlen", Budapest, Kozmosz Könyvek
- Révay József: A költő és a császár, Budapest, Móra
- Jules Verne: Hector Servadac, Budapest, Móra (ISBN 9631128865 - 2. kiadás, 1982)
- Fiúk évkönyve, 1968 Budapest, Móra
- Lányok évkönyve, 1968 Budapest, Móra

1968
- Moldova György: A "Lakinger Béla" zsebcirkáló, Budapest, Kozmosz Könyvek
- Élet más bolygókon, Budapest, Móra

1969
- Radványi Ervin: Andaxin kora, Budapest, Szépirodalmi, 1969
- Rónaszegi Miklós: A rovarok lázadása, Budapest, Móra, 1969
- 21 rémes történet, Budapest, Európa
- Meteorok viharában Budapest, Móra

1970
- Abody Béla: Mindent bele! Humoreszkek és szatirikus írások. Budapest Kozmosz Könyvek
- Herbert W. Franke: Az orchideák bolygója, Budapest, Táncsics Kiadó
- Kürti András: Nyomjuk a sódert. Humoreszkek. Budapest, ,Kozmosz könyvek
- Márkus István: Mikulás a kenguruk szigetén és más mesék, Budapest, Móra
- Nemes László: Mélyhűtött szerelem, Budapest, Móra (ISBN 9635006349 - 2. kiadás 1988)
- Székely Júlia: Az ötödik parancsolat, Budapest, Móra (ISBN 9631136930 - 2. kiadás, 1984)
- Vidor Miklós: Dupla vagy semmi, Budapest, Móra (ISBN 9631112632 - 2. kiad, 1978)
- Lányok évkönyve Budapest, Móra
- A divat szakmái 1. Ruhaipar, bőripar, Budapest, Tankönyvkiadó

1971
- Nyikolaj Vasziljevics Gogol: A revizor, Budapest, Magyar Helikon - Európa
- Gyertyán Ervin: Isten, óvd az elnököt! Budapest, Kozmosz Könyvek
- Erdős László: Kényszerleszállás, Budapest, Móra
- Astrid Lindgren: Az ifjú mesterdetektív, Budapest, Móra (ISBN 9631139859 - 2. kiadás 1985)
- Márkus István: Mackókirály és Kicsurka őzike, Budapest, Móra
- Tobias Smollett: Humphry Clinker kalandozásai, Budapest, Európa
- Tari János: Pettyes labda a világkupában, Budapest, Móra
- A nyikorgó idegen, Budapest, Móra

1972
- Wilhelm Hauff: A spessarti fogadó, Budapest, Móra (ISBN 9631125270 - 2. kiadás 1981)
- Jerome K. Jerome: Három ember egy csónakban, Budapest, Európa
- Mikes György: Megyek a víz alá. Humoreszkek, Budapest, Szépirodalmi
- Révay József: Márvány menyasszony, Budapest, Móra
- Rónaszegi Miklós: Az ördögi liquor, Budapest, Móra

1973
- Csukás István: Keménykalap és krumpliorr, Budapest, Móra (ISBN 9631105199 - 2. Kiadás 1976)
- Pierre Gamarra: A blagaroni fáraó, Budapest, Móra
- Uwe Kant: Osztálybuli, Budapest, Móra
- Komlós Aladár: Római kaland (3. kiadás) Budapest, Móra
- Kazys Saja: Kik laknak a nagybőgőben? Budapest, Móra
- Mark Twain: A lóvátett város, Budapest, Magyar Helikon
- Jules Verne: Utazás a föld középpontja felé, Budapest. Móra

1974
- Krystyna Boglar: A gesztenyekirály története, Budapest, Móra ISBN 963110172X
- Milos Macourek: Jakub és a kétszáz nagypapa, Budapest, Móra
- Aleksander Minkowski: Kardvirág és oroszlán, Budapest, Móra ISBN 9631100944
- Szilágyi György: Nem viccelek, Budapest, Szépirodalmi ISBN 9631501507
- Timár György: Nevető lexikon, Budapest, Gondolat ISBN 9632801830
- Mákos rétes Budapest, Móra ISBN 9631100871
- Vitéz János / Aranyhajú Széplegény. Magyar és román népmesék, Budapest, Móra

1975
- Jurij Fialkov: Beszédes kérdőjelek a kémiában, Budapest, Móra ISBN 9631102033
- Arthur Conan Doyle: A sátán kutyája (2. kiadás) Budapest, Móra ISBN 9631102947
- Gecse Gusztáv: Kérdések a vallásról', Budapest, Móra ISBN 9631102025
- Varga Katalin: Micsoda esztendő! Budapest, Móra ISBN 9631103412
- Ursula Wölfel: Abban az országban, Budapest, Móra ISBN 9631104176
- Minerva évkönyv, Budapest, Minerva (több más karikaturistával együtt) ISBN 9632230604

1976
- Gianni Rodari: Beleestem a tévébe, Budapest, Móra ISBN 9631104036

1977
- Csukás István: Itt a kezem, nem disznóláb! Budapest, Móra ISBN 9631108627
- Szentiványi Jenő: A postának mennie kell, Budapest, Móra ISBN 9631103129
- Tandori Dezső: Medvék minden mennyiségben, Budapest, Móra ISBN 9631108449
- Honor Tracy: Szép kis naplemente, Budapest, Európa ISBN 9630709961

1978
- Eric Knight: Sam Small csodálatos élete, Budapest, Móra ISBN 9631111474
- Iljin Grisin: Sakkábécé, Budapest, Móra ISBN 9631110826
- Bélley Pál: Kíváncsiak Klubja, Budapest, RTV Minerva ISBN 9632231384
- Petrik Ferenc: Perben a joggal, Budapest, Minerva ISBN 9632231481
- Tótfalusi István: Barátod, a zebra, Budapest, Móra ISBN 963111435X

1979
- Almási Miklós: Például a szirup, Budapest Magvető ISBN 963271069X
- Padisák Mihály: Csipisz mégis győz, Budapest, Móra ISBN 9631115356
- Valentyin Tublin: Héraklész utolsó hőstette Budapest, Móra ISBN 9631114686

1980
- Gádor Béla: Néhány első szerelem története, Budapest, Móra ISBN 9631119211
- Gerhard Holtz-Baumert: Autóstoppal a tengerhez, Budapest, Móra ISBN 9631118533
- Mark Twain: Megszelídítem a kerékpárt, Budapest, Európa, ISBN 9630720361
- Jules Verne: Dél csillaga (2. kiadás) Budapest, Móra ISBN 9631121585
- Jules Verne: A rejtelmes sziget (7. kiadás) Budapest, Móra ISBN 963112343X
- Pierre Véry: A görög kereszt rejtélye, Budapest, Móra ISBN 963112049X

1981
- D. Major Klára: Tegnapról holnapra, Budapest, Móra ISBN 9631124525
- Aziz Nesin: Azok a csodálatos mai gyerekek Budapest, Móra ISBN 9631126870
- Metta Victoria Victor: Egy komisz kölök naplója Budapest, Móra ISBN 9631125572

1982
- Roald Dahl: Szuperpempő, Budapest, Európa ISBN 9630725169
- Erőss László: A pesti vicc, Budapest, Gondolat ISBN 9632811380
- Hermann István: Kultúra és személyiség, Budapest, Móra ISBN 963112973X
- Brian O'Nolan: A fába szorult féreg, Budapest, Európa ISBN 9630723808

1983
- Tótfalusi István: Vademecum. Szokatlan szavak szótára, Budapest, Móra ISBN 9631131904
- Honor Tracy: Vannak még csodák, Budapest, Európa ISBN 9630731770
- Jules Verne: A lángban álló szigettenger (4. kiadás) Budapest, Móra ISBN 9631133826
- Mi lett volna, ha…? Budapest, RTV-Minerva ISBN 9632232941
- Vásárfia Budapest, Móra ISBN 9631132528

1984
- Mirra Evseevna Aspiz: A látható láthatatlan, Budapest, Móra, ISBN 963113721X

1985
- Roald Dahl: Danny, a szupersrác (2. kiadás), Budapest, Móra ISBN 9631143287
- Ráth-Végh István: A sétáló falevél, Budapest, Móra ISBN 9631143317
- Timár György: Válogatott agyrémeim, Budapest, Múzsák ISBN 9635642563

1986
- Mezey Katalin: Lyukak az osztálykönyvben, Budapest, Móra ISBN 9631142558

1987
- Bolgár György: A tett halála, Budapest, Kozmosz Könyvek ISBN 9632117492
- Kállai R. Gábor: A nótárius és a nyolc pisztolygolyó, Budapest, Móra ISBN 9631153274
- Kiss Dénes: Mátyás király, Budapest, ILK, ISBN 9634228658
- Kósa Csaba: Veres mezőben zöld oroszlán, Budapest, Móra ISBN 9631153606
- Malgorzata Musierowicz: A karfiol virága, Budapest, Móra ISBN 9631152065

1988
- Tótfalusi István: A forró kutya, Budapest, Móra ISBN 9631155706

1990-es évek
- Kir Bulicsov: Egy kislány a Földről, Budapest, Móra, 1990 ISBN 963116635X
- Leah Shifrin Averick: Após, anyós, vő, meny… A családi béke kézikönyve, Budapest, Gondolat, 1991 ISBN 9632824911
- Buzás Ottó: Telefonkultúra. Telefonálóknak és szakembereknek, Budapest, Presscon Kiadó, 1997 (több más karikaturistával együtt) ISBN 9638565705
- Hegedűs Anna: Lettere. Így írják az olaszok, Budapest, Hegedűs Anna, 1998 ISBN 9636509700